# Persone di nome William/Politici
| Questa pagina contiene informazioni ricavate automaticamente dalle voci biografiche con l'ausilio del template Bio e di un bot. L'aggiornamento è periodico e automatico e ricostruisce completamente la pagina. Se manca una persona in questa lista, sei pregato di non aggiungerla, ma accertati piuttosto che la sua voce biografica contenga il template Bio e che i dati anagrafici siano correttamente compilati. Se il template Bio manca, inseriscilo tu stesso o, in alternativa, metti l'avviso {{tmp\|Bio}} che ne segnala la mancanza. Se i dati riportati sono sbagliati, correggi direttamente la voce biografica; le modifiche saranno visibili in questa lista entro pochi giorni. Per chiarimenti vedi il progetto antroponimi. La lista contiene solo le 293 persone che sono citate nell'enciclopedia e per le quali è stato implementato correttamente il template Bio. Pagina aggiornata al 22 lug 2025. |

Questa è una lista di persone presenti nell'enciclopedia che hanno il nome William e sono politici.

## A(10)
- William Aberhart, politico canadese (Kippen, n. 1878 - Vancouver, † 1943)
- William Patrick Adam, politico britannico (n. 1823 - Udhagamandalam, † 1881)
- William Adam, politico e avvocato britannico (Blairadam, n. 1751 - Edimburgo, † 1839)
- William Aislabie, politico inglese (Studley Royal, n. 1699 - Studley Royal, † 1781)
- Todd Akin, politico statunitense (New York, n. 1947 - Wildwood, † 2021)
- William Allen, politico statunitense (Edenton, n. 1803 - Chillicothe, † 1879)
- William Alvord, politico e banchiere statunitense (Albany, n. 1833 - San Francisco, † 1904)
- William Ruto, politico keniota (Sambut, n. 1966)
- Bill Archer, politico statunitense (Houston, n. 1928)
- William Y. Atkinson, politico statunitense (Contea di Meriwether, n. 1854 - Newnan, † 1899)

## B(30)
- William Bagot, I barone Bagot, politico inglese (Blithfield, n. 1728 - Londra, † 1798)
- William Bagot, III barone Bagot, politico inglese (Blithfield, n. 1811 - Londra, † 1887)
- William Bagwell, politico irlandese (n. 1776 - † 1826)
- Troy Balderson, politico statunitense (Zanesville, n. 1962)
- William L. Ball, politico statunitense (Belton, n. 1948)
- William Baring, II barone Ashburton, politico britannico (n. 1799 - Hertfordshire, † 1864)
- William Pelham Barr, politico e avvocato statunitense (New York, n. 1950)
- Bill Barrett, politico statunitense (Lexington, n. 1929 - Lexington, † 2016)
- William Augustus Barstow, politico e banchiere statunitense (Plainfield, n. 1813 - Leavenworth, † 1865)
- William Belsham, politico e storico inglese (Bedford, n. 1752 - Hammersmith, † 1827)
- William Bennett, politico e opinionista statunitense (New York, n. 1943)
- William Bentinck, politico e generale britannico (Buckinghamshire, n. 1774 - Parigi, † 1839)
- William Wyatt Bibb, politico statunitense (Contea di Amelia, n. 1781 - Contea di Autauga, † 1820)
- William Bingham, politico statunitense (Filadelfia, n. 1752 - Bath, † 1804)
- William Dunnington Bloxham, politico statunitense (Contea di Leon, n. 1835 - Tallahassee, † 1911)
- William Borah, politico statunitense (Fairfeld, n. 1865 - Washington, † 1940)
- William Bouverie, I conte di Radnor, politico inglese (n. 1725 - † 1776)
- William Bradford, politico britannico (Austerfield, n. 1590 - Plymouth, † 1657)
- William Bradford, politico statunitense (n. 1755 - † 1795)
- William Brady, politico statunitense (New York, n. 1811 - New York, † 1870)
- William Bridgeman, I visconte Bridgeman, politico, giudice e nobile britannico (Londra, n. 1864 - Shropshire, † 1935)
- Bill Brock, politico statunitense (Chattanooga, n. 1930 - Fort Lauderdale, † 2021)
- William Bromley, politico inglese (n. 1664 - † 1732)
- William Montague Browne, politico e militare statunitense (Contea di Mayo, n. 1823 - Athens, † 1883)
- William Jennings Bryan, politico statunitense (Salem, n. 1860 - Dayton, † 1925)
- William Bull, politico statunitense (Charleston, n. 1683 - Contea di Beaufort, † 1755)
- William B. Bulloch, politico statunitense (Savannah, n. 1777 - Savannah, † 1852)
- William Haydon Burns, politico statunitense (Chicago, n. 1912 - Jacksonville, † 1987)
- William Joseph Burns, politico e diplomatico statunitense (Fort Bragg, n. 1956)
- William D. Byron, politico statunitense (Danville, n. 1895 - Jonesboro, † 1941)

## C(32)
- William Henry Cabell, politico statunitense (n. 1772 - Richmond, † 1853)
- William Cairns, politico britannico (Belfast, n. 1828 - Londra, † 1888)
- William Evelyn Cameron, politico statunitense (Petersburg, n. 1842 - Contea di Louisa, † 1927)
- William Carington, politico e ufficiale inglese (n. 1845 - † 1914)
- Bill Cassidy, politico statunitense (Highland Park, n. 1957)
- William Cavendish, II barone Chesham, politico inglese (n. 1815 - Chesham, † 1882)
- William Cavendish, I duca di Newcastle-upon-Tyne, politico, poeta e generale inglese (Sheffield, n. 1592 - Sheffield, † 1676)
- William Cavendish, politico inglese (n. 1505 - † 1557)
- William Cavendish, politico inglese (n. 1783 - Holker Hall, † 1812)
- William Bentinck, IV duca di Portland, politico britannico (n. 1768 - † 1854)
- William Cavendish-Bentinck, VI duca di Portland, politico inglese (n. 1857 - † 1943)
- Lord George Bentinck, politico britannico (n. 1802 - † 1848)
- William Cecil, I barone Burghley, politico e nobile inglese (Bourne, n. 1520 - Londra, † 1598)
- William Eaton Chandler, politico statunitense (Concord, n. 1835 - Concord, † 1917)
- William Cholmondeley, III marchese di Cholmondeley, politico e nobile inglese (Londra, n. 1800 - Houghton Hall, † 1884)
- Ramsey Clark, politico e avvocato statunitense (Dallas, n. 1927 - New York, † 2021)
- William A. Clark, politico e banchiere statunitense (Connellsville, n. 1839 - New York, † 1925)
- Lacy Clay, politico statunitense (Saint Louis, n. 1956)
- Bill Clay, politico statunitense (Saint Louis, n. 1931 - † 2025)
- William Graham Claytor Junior, politico statunitense (Roanoke, n. 1912 - † 1994)
- William F. Clinger, politico statunitense (Warren, n. 1929 - Naples, † 2021)
- Bill Clinton, politico statunitense (Hope, n. 1946)
- William Cobbett, politico e giornalista britannico (Farnham, n. 1763 - Normandy, † 1835)
- Thad Cochran, politico statunitense (Pontotoc, n. 1937 - Oxford, † 2019)
- William Cochrane, I conte di Dundonald, politico e nobile scozzese (Coldoun, n. 1605 - Dundonald, † 1685)
- William Cohen, politico statunitense (Bangor, n. 1940)
- William Compton, V marchese di Northampton, politico inglese (Ashby, n. 1851 - Acqui Terme, † 1913)
- William Thomas Cosgrave, politico irlandese (Dublino, n. 1880 - Dublino, † 1965)
- William Coventry, V conte di Coventry, politico inglese (n. 1667 - † 1751)
- Mo Cowan, politico e avvocato statunitense (Yadkinville, n. 1969)
- William J. Coyne, politico statunitense (Pittsburgh, n. 1936 - Pittsburgh, † 2013)
- William Harris Crawford, politico statunitense (Amherst, n. 1772 - Crawford, † 1834)

## D(12)
- William M. Daley, politico, avvocato e banchiere statunitense (Chicago, n. 1948)
- William Dar, politico filippino (Santa Maria, n. 1953)
- William Rufus Day, politico e diplomatico statunitense (Ravenna, n. 1849 - Mackinac Island, † 1923)
- William De Vecchis, politico italiano (Roma, n. 1971)
- William Denison, politico e militare britannico (Londra, n. 1804 - East Sheen, † 1871)
- William Dennison, politico statunitense (Cincinnati, n. 1815 - Columbus, † 1882)
- William Dervall, politico olandese (Amsterdam)
- William Douglas, I duca di Queensberry, politico scozzese (n. 1637 - † 1695)
- William Douglas, IV duca di Queensberry, politico e nobile scozzese (Peebles, n. 1724 - Londra, † 1810)
- William Duncombe, I conte di Feversham, politico inglese (n. 1829 - † 1915)
- William Pope Duval, politico statunitense (Mount Comfort, n. 1784 - Washington, † 1854)
- William Dyre, politico inglese (Inghilterra - † 1685)

## E(10)
- William Eden, I barone Auckland, politico inglese (n. 1744 - Eden Farm, † 1814)
- William Edgcumbe, IV conte di Mount Edgcumbe, politico inglese (n. 1833 - † 1917)
- Don Edwards, politico e agente segreto statunitense (San Jose, n. 1915 - Carmel-by-the-Sea, † 2015)
- William Allen Egan, politico statunitense (Valdez, n. 1914 - Anchorage, † 1984)
- William Ellery, politico statunitense (Newport, n. 1727 - Newport, † 1820)
- William Crowninshield Endicott, politico statunitense (Salem, n. 1826 - † 1900)
- William Enyart, politico e generale statunitense (Pensacola, n. 1949)
- William Eustis, politico e statistico statunitense (Cambridge, n. 1753 - Boston, † 1825)
- William Maxwell Evarts, politico, avvocato e statistico statunitense (Boston, n. 1818 - New York, † 1901)
- William Ewen, politico e rivoluzionario statunitense (Inghilterra, n. 1720 - Georgia, † 1777)

## F(18)
- William Favre, politico e mecenate svizzero (Les Eaux-Vives, n. 1843 - Les Eaux-Vives, † 1918)
- William Few, politico statunitense (Maryland, n. 1748 - Fishkill-on-Hudson, † 1828)
- William Fiennes, I visconte di Saye e Sele, politico e nobile inglese (Broughton Castle, n. 1582 - Broughton, † 1662)
- William Meade Fishback, politico statunitense (Jeffersonton, n. 1831 - Fort Smith, † 1903)
- William FitzGerald-de Ros, XXIII barone de Ros, politico e generale inglese (Thames Ditton, n. 1797 - Strangford, † 1874)
- William FitzGilbert, politico inglese
- William Fleming, politico e militare statunitense (Jedburgh, n. 1729 - † 1795)
- Richard Fletcher-Vane, II barone Inglewood, politico britannico (Carlisle, n. 1951)
- Bill Flores, politico statunitense (Cheyenne, n. 1954)
- William D. Ford, politico, avvocato e militare statunitense (Detroit, n. 1927 - Ypsilanti, † 2004)
- William Zebulon Foster, politico e sindacalista statunitense (Taunton, n. 1881 - Mosca, † 1961)
- Wyche Fowler, politico e ambasciatore statunitense (Atlanta, n. 1940)
- William Fox, politico neozelandese (South Shields, n. 1812 - Auckland, † 1893)
- William Fox-Strangways, IV conte di Ilchester, politico e diplomatico inglese (n. 1795 - † 1865)
- William Francis, politico statunitense (Updegraff, n. 1860 - Wheeling, † 1954)
- William Birrell Franke, politico statunitense (Troy, n. 1894 - Rutland, † 1979)
- Bill Frist, politico statunitense (Nashville, n. 1952)
- William Fullarton, politico e militare britannico (n. 1754 - Londra, † 1808)

## G(12)
- William Giffard, politico e vescovo cattolico normanno (Winchester, † 1129)
- William Branch Giles, politico statunitense (n. 1762 - † 1830)
- Dixie Gilmer, politico e avvocato statunitense (Mount Airy, n. 1907 - Oklahoma City, † 1954)
- William Ewart Gladstone, politico britannico (Liverpool, n. 1809 - castello di Hawarden, † 1898)
- William Henry Gladstone, politico britannico (Hawarden, n. 1840 - Londra, † 1891)
- William F. Goodling, politico statunitense (Loganville, n. 1927 - York, † 2017)
- William Gopallawa, politico singalese (Matale, n. 1896 - Colombo, † 1981)
- William Russell Grace, politico, imprenditore e filantropo irlandese (Ballylinan, n. 1832 - New York, † 1904)
- William Alexander Graham, politico statunitense (Lincolnton, n. 1804 - Saratoga Springs, † 1875)
- William Graham, I conte di Montrose, politico scozzese (n. 1464 - † 1513)
- Phil Gramm, politico e economista statunitense (Fort Benning, n. 1942)
- William Wyndham Grenville, I barone Grenville, politico britannico (Wotton Underwood, n. 1759 - Burnham, † 1834)

## H(17)
- Bill Hagerty, politico e diplomatico statunitense (Gallatin, n. 1959)
- Bill Haslam, politico statunitense (Knoxville, n. 1958)
- William Frederick Havemeyer, politico statunitense (New York, n. 1804 - † 1874)
- William Hawi, politico e imprenditore libanese (New York, n. 1908 - Beirut, † 1976)
- Bill Hayden, politico australiano (Brisbane, n. 1933 - † 2023)
- William Harrison Hays, politico statunitense (Sullivan, n. 1879 - Sullivan, † 1954)
- William Luther Hill, politico statunitense (Gainesville, n. 1873 - Gainesville, † 1951)
- Van Hilleary, politico statunitense (Dayton, n. 1959)
- William Dempster Hoard, politico e editore statunitense (Stockbridge, n. 1836 - Fort Atkinson, † 1918)
- William Holcombe, politico statunitense (Lambertville, n. 1804 - Stillwater, † 1870)
- Billy Hughes, politico australiano (Londra, n. 1862 - Sydney, † 1952)
- William J. Hughes, politico statunitense (Salem, n. 1932 - Ocean City, † 2019)
- Bill Huizenga, politico statunitense (Zeeland, n. 1969)
- William Henry Hunt, politico statunitense (Charleston, n. 1823 - San Pietroburgo, † 1884)
- Will Hurd, politico e agente segreto statunitense (San Antonio, n. 1977)
- William Huskisson, politico e economista britannico (Birtsmorton, n. 1770 - Eccles, † 1830)
- Asa Hutchinson, politico statunitense (Bentonville, n. 1950)

## I(1)
- William Irwin, politico statunitense (Oxford, n. 1827 - San Francisco, † 1886)

## J(8)
- William Hague, politico britannico (Rotherham, n. 1961)
- William J. Jefferson, politico e avvocato statunitense (Parrocchia di East Carroll, n. 1947)
- William Sherman Jennings, politico statunitense (Walnut Hill, n. 1863 - St. Augustine, † 1920)
- Bill Johnson, politico e militare statunitense (Roseboro, n. 1954)
- William Samuel Johnson, politico statunitense (Stratford, n. 1727 - Stratford, † 1819)
- Burt Jones, politico statunitense (Jackson, n. 1979)
- William Jones, politico statunitense (Filadelfia, n. 1760 - Bethlehem, † 1831)
- William Joyce, politico, attivista e conduttore radiofonico irlandese (Brooklyn, n. 1906 - Londra, † 1946)

## K(7)
- William Keating, politico statunitense (Norwood, n. 1952)
- William Keith, politico e funzionario scozzese (Boddam Castle, n. 1669 - Londra, † 1749)
- William Kenyon-Slaney, politico e calciatore inglese (Rajkot, n. 1847 - † 1908)
- William M. Ketchum, politico statunitense (Los Angeles, n. 1921 - Bakersfield, † 1978)
- William R. King, politico statunitense (Contea di Sampson, n. 1786 - Selma, † 1853)
- William Lyon Mackenzie King, politico canadese (Berlin, Ontario, n. 1874 - Chelsea, † 1950)
- Frank Knox, politico statunitense (Boston, n. 1874 - Washington, † 1944)

## L(18)
- William Lafayette Strong, politico statunitense (Contea di Richland, n. 1827 - † 1900)
- William Langer, politico e avvocato statunitense (Casselton, n. 1886 - Washington, † 1959)
- William Latimer, politico inglese (Scampston, n. 1330 - † 1381)
- Bill Lee, politico e imprenditore statunitense (Franklin, n. 1959)
- William Legge, V conte di Dartmouth, politico inglese (n. 1823 - † 1891)
- William Legge, X conte di Dartmouth, politico e nobile britannico (Londra, n. 1949)
- William Legge, VI conte di Dartmouth, politico inglese (Londra, n. 1851 - Patshull Hall, † 1936)
- William Lehman, politico statunitense (Selma, n. 1913 - Miami Beach, † 2005)
- William Lenthall, politico inglese (Henley-on-Thames, n. 1591 - Burford, † 1662)
- Bill Lipinski, politico statunitense (Chicago, n. 1937)
- William Livingston, politico statunitense (Albany, n. 1723 - Elizabeth, † 1790)
- Billy Long, politico statunitense (Springfield, n. 1955)
- William Lovett, politico britannico (Newlyn, n. 1800 - Londra, † 1877)
- William Lowther, II baronetto, politico inglese (Yorkshire, n. 1694 - † 1763)
- Blaine Luetkemeyer, politico statunitense (Jefferson City, n. 1952)
- William Lygon, VII conte Beauchamp, politico e nobile britannico (Londra, n. 1872 - New York, † 1938)
- William Lyne, politico australiano (Apslawn, n. 1844 - Double Bay, † 1913)
- William L. Marcy, politico statunitense (Southbridge, n. 1786 - Ballston Spa, † 1857)

## M(27)
- William Lyon Mackenzie, politico e giornalista canadese (Dundee, n. 1795 - Toronto, † 1861)
- William Maclay, politico statunitense (New Garden Township, n. 1737 - Dauphin, † 1804)
- William M. Tweed, politico statunitense (New York, n. 1823 - New York, † 1878)
- William Malet, politico normanno († 1071)
- George Mallet, politico santaluciano (Panama, n. 1923 - Castries, † 2010)
- William Hodges Mann, politico statunitense (n. 1843 - † 1927)
- William Rainey Marshall, politico statunitense (Columbia, n. 1825 - Pasadena, † 1896)
- William Marvin, politico e giudice statunitense (Fairfield, n. 1808 - Skaneateles, † 1902)
- William Massey, politico neozelandese (Limavady, n. 1856 - Wellington, † 1925)
- David McCalden, politico britannico (Belfast, n. 1951 - El Segundo, † 1990)
- William McDonald, politico statunitense (Jordanville, n. 1858 - Santa Fe, † 1918)
- William McKell, politico australiano (Pambula, n. 1891 - Sydney, † 1985)
- William McKinley, politico statunitense (Niles, n. 1843 - Buffalo, † 1901)
- William McMahon, politico australiano (Sydney, n. 1908 - Sydney, † 1988)
- William Rush Merriam, politico statunitense (Wadham's Mills, n. 1849 - Port Sewall, † 1931)
- William Henry Harrison Miller, politico e avvocato statunitense (Augusta, n. 1840 - Indianapolis, † 1917)
- William Henry Miller, politico inglese (n. 1789 - Craigentinny House, † 1848)
- William DeWitt Mitchell, politico statunitense (Winona, n. 1874 - Syosset, † 1955)
- William Montagu Douglas Scott, VI duca di Buccleuch, politico britannico (Londra, n. 1831 - Londra, † 1914)
- William Montagu, VII duca di Manchester, politico inglese (Kimbolton Castle, n. 1823 - Napoli, † 1890)
- William Henry Moody, politico statunitense (Newbury, n. 1853 - Haverhill, † 1917)
- Henson Moore, politico statunitense (Lake Charles, n. 1939)
- Bill Morneau, politico canadese (Toronto, n. 1962)
- William Dunn Moseley, politico statunitense (Contea di Lenoir, n. 1795 - Palatka, † 1863)
- William Mundy, politico inglese (Derby, n. 1801 - † 1877)
- Frank Murphy, politico statunitense (Harbor Beach, n. 1890 - Detroit, † 1949)
- William Murray, I conte di Dysart, politico scozzese (Dysart, n. 1600 - Edimburgo, † 1655)

## N(1)
- William J. Northen, politico statunitense (Contea di Jones, n. 1835 - Atlanta, † 1913)

## O(7)
- William O'Dwyer, politico e diplomatico irlandese (Bohola, n. 1890 - New York, † 1964)
- William Smith O'Brien, politico e patriota irlandese (n. 1803 - † 1864)
- Andy Ogles, politico statunitense (Nashville, n. 1971)
- William Onslow, IV conte di Onslow, politico inglese (Old Alresford, n. 1853 - Hendon, † 1911)
- Bill Orton, politico statunitense (North Ogden, n. 1948 - Contea di Juab, † 2009)
- Bill Owens, politico statunitense (New York, n. 1949)
- Bill Owens, politico statunitense (Fort Worth, n. 1950)

## P(20)
- William Paca, politico statunitense (Abingdon, n. 1740 - † 1799)
- William Pakenham, IV conte di Longford, politico irlandese (n. 1819 - † 1887)
- William Parry, politico inglese (Londra, † 1585)
- Bill Pascrell, politico statunitense (Paterson, n. 1937 - Livingston, † 2024)
- William Paterson, politico e giudice statunitense (contea di Antrim, n. 1745 - Albany, † 1806)
- William Paulding Jr., politico statunitense (Tarrytown, n. 1770 - Tarrytown, † 1854)
- William Paulet, I marchese di Winchester, politico inglese (n. 1483 - † 1572)
- William Peel, III conte Peel, politico e imprenditore inglese (Londra, n. 1947)
- William A. Peffer, politico statunitense (Contea di Cumberland, n. 1831 - Grenola, † 1912)
- William Dudley Pelley, politico, giornalista e scrittore statunitense (Lynn, n. 1890 - Noblesville, † 1965)
- William Penn, politico e teologo britannico (Londra, n. 1644 - Ruscombe, † 1718)
- William Perry, politico, ex militare e ingegnere statunitense (Vandergrift, n. 1927)
- William Pinkney, politico e diplomatico statunitense (Annapolis, n. 1764 - Washington, † 1822)
- William Pitt il Giovane, politico britannico (Hayes, n. 1759 - Putney Heath, † 1806)
- William Pitt il Vecchio, politico britannico (Westminster, n. 1708 - Hayes, † 1778)
- William Poole, politico e criminale statunitense (n. 1821 - New York, † 1855)
- Henry Portman, II visconte Portman, politico inglese (n. 1829 - Londra, † 1919)
- Bill Posey, politico statunitense (Washington, n. 1947)
- William Ballard Preston, politico statunitense (Smithfield, n. 1805 - † 1862)
- William Pulteney, politico britannico (Leicestershire, n. 1684 - † 1764)

## Q(1)
- William F. Quinn, politico e avvocato statunitense (Rochester, n. 1919 - Honolulu, † 2006)

## R(8)
- William Rabun, politico statunitense (Contea di Halifax, n. 1771 - Contea di Hancock, † 1819)
- William Ramsay, I barone di Panmure, politico scozzese (n. 1771 - † 1852)
- William Randal Cremer, politico britannico (Fareham, n. 1828 - Londra, † 1908)
- Friend Richardson, politico statunitense (n. 1865 - Berkeley, † 1943)
- William Pierce Rogers, politico statunitense (Norfolk, n. 1913 - Bethesda, † 2001)
- William Ross, politico canadese (Boularderie, n. 1824 - Ottawa, † 1912)
- William Russell, politico inglese (n. 1639 - Londra, † 1683)
- William Russell, VIII duca di Bedford, politico inglese (n. 1809 - Londra, † 1872)

## S(16)
- Bill Sarpalius, politico statunitense (Los Angeles, n. 1948)
- William Bart Saxbe, politico statunitense (Mechanicsburg, n. 1916 - Mechanicsburg, † 2010)
- William Schley, politico e imprenditore statunitense (Frederick, n. 1786 - Augusta, † 1858)
- William H. Seward, politico statunitense (Florida, n. 1801 - Auburn, † 1872)
- Bill Sheffield, politico statunitense (Spokane, n. 1928 - Anchorage, † 2022)
- William Shirley, politico britannico (Sussex, n. 1694 - Roxbury, † 1771)
- Bill Shorten, politico australiano (Melbourne, n. 1967)
- Bill Shuster, politico statunitense (McKeesport, n. 1960)
- William French Smith, politico statunitense (Wilton, n. 1917 - Los Angeles, † 1990)
- William Smith, politico e avvocato statunitense (Marengo, n. 1797 - Richmond, † 1887)
- William E. Smith, politico e imprenditore statunitense (Inverness, n. 1824 - Milwaukee, † 1883)
- Steve Southerland, politico statunitense (Nashville, n. 1965)
- William Spencer, politico e nobile inglese (n. 1496 - † 1532)
- William Stephens, politico statunitense (Eaton, n. 1859 - Los Angeles, † 1944)
- William Stephens, politico britannico (Isola di Wight, n. 1671 - Savannah, † 1753)
- Greg Steube, politico statunitense (Bradenton, n. 1978)

## T(13)
- William Howard Taft, politico e magistrato statunitense (Cincinnati, n. 1857 - Washington, † 1930)
- William Barry Taylor, politico statunitense (n. 1784 - Liverpool, † 1835)
- William Robert Taylor, politico statunitense (Woodbury, n. 1820 - Burke, † 1909)
- Bill Thomas, politico statunitense (Wallace, n. 1941)
- William Barlum Thompson, politico statunitense (Detroit, n. 1860 - Detroit, † 1941)
- Mac Thornberry, politico statunitense (Clarendon, n. 1958)
- Todd Tiahrt, politico statunitense (Vermillion, n. 1951)
- William Timmons, politico statunitense (Greenville, n. 1984)
- William R. Tolbert Jr., politico liberiano (Bensonville, n. 1913 - Monrovia, † 1980)
- William Tollemache, Lord Huntingtower, politico scozzese (n. 1766 - † 1833)
- David Trimble, politico britannico (Belfast, n. 1944 - Belfast, † 2022)
- William Tubman, politico liberiano (Harper, n. 1895 - Londra, † 1971)
- William Munford Tuck, politico statunitense (Contea di Halifax, n. 1896 - South Boston, † 1983)

## U(2)
- William Henry Upham, politico e militare statunitense (Westminster, n. 1841 - Marshfield, † 1924)
- William Usery Jr., politico statunitense (Hardwick, n. 1923 - Greensboro, † 2016)

## V(1)
- William Freeman Vilas, politico statunitense (Chelsea, n. 1840 - Madison, † 1908)

## W(20)
- William Waddington, politico, archeologo e numismatico francese (Saint-Rémy-sur-Avre, n. 1826 - Parigi, † 1894)
- Bill Walker, politico statunitense (Fairbanks, n. 1951)
- William Walworth, politico inglese (Londra, n. 1322 - Londra, † 1385)
- William Ward, II conte di Dudley, politico britannico (Londra, n. 1867 - Londra, † 1932)
- William Wheeler, politico statunitense (Alma, n. 1915 - Alma, † 1989)
- William Wheeler, politico statunitense (Malone, n. 1819 - Malone, † 1887)
- William Stephen Whitelaw, politico britannico (Nairn, n. 1918 - Penrith, † 1999)
- William Collins Whitney, politico statunitense (Conway, n. 1841 - † 1904)
- William H. Wickham, politico statunitense (Smithtown, n. 1832 - New York, † 1893)
- William Wilberforce, politico inglese (Kingston upon Hull, n. 1759 - Londra, † 1833)
- William Wilkins, politico statunitense (Carlisle, n. 1779 - † 1865)
- William Feilding, I conte di Denbigh, politico e ufficiale inglese (n. 1587 - Birmingham, † 1643)
- William Cavendish-Bentinck, VII duca di Portland, politico inglese (Londra, n. 1893 - Londra, † 1977)
- William Jay Gaynor, politico statunitense (Oriskany, n. 1849 - Oceano Atlantico, † 1913)
- William Lyne Wilson, politico e avvocato statunitense (Charles Town, n. 1843 - Lexington, † 1903)
- William Windham, politico britannico (Londra, n. 1750 - Londra, † 1810)
- William Windom, politico statunitense (Contea di Belmont, n. 1827 - New York, † 1891)
- William Wirt, politico statunitense (Bladensburg, n. 1772 - Washington, † 1834)
- Rob Woodall, politico statunitense (Athens, n. 1970)
- William Wyndham, politico britannico (Orchard-Wyndham, n. 1688 - Wells, † 1740)

## Y(1)
- William Hall Yale, politico statunitense (New Haven, n. 1831 - Saint Paul, † 1917)

## Z(1)
- Bill Zeliff, politico statunitense (East Orange, n. 1936 - Venice, † 2021)